# 白檀 (山礬屬)
白檀（学名：Symplocos paniculata）为山矾科山矾属下的一个种。

## 扩展阅读
- 維基物種上的相關：白檀